# Vengeance (2004)
Vengeance (2004) foi um evento em pay-per-view de luta livre profissional produzido pela World Wrestling Entertainment (WWE), que foi patrocinado pela AT&T e aconteceu em 11 de julho de 2004, no Hartford Civic Center em Hartford, Connecticut. Contou com a participação dos lutadores do programa Raw.

## Resultados
| Nº                                          | Resultados                                                                                         | Estipulações                                                             | Tempo |
| ------------------------------------------- | -------------------------------------------------------------------------------------------------- | ------------------------------------------------------------------------ | ----- |
| Heat                                        | Tyson Tomko (com Trish Stratus) derrotou Val Venis (com Nidia)                                     | Luta individual                                                          | 2:52  |
| 1                                           | Rhyno e Tajiri derrotaram Jonathan Coachman e Garrison Cade                                        | Luta de duplas                                                           | 7:30  |
| 2                                           | Batista defeated Chris Jericho                                                                     | Luta individual                                                          | 12:19 |
| 3                                           | La Résistance (Rob Conway e Sylvain Grenier) (c) derrotaram Eugene e Ric Flair por desqualificação | Luta de duplas pelo World Tag Team Championship                          | 12:30 |
| 4                                           | Matt Hardy (com Lita) derrotou Kane                                                                | Luta sem desqualificações                                                | 10:34 |
| 5                                           | Edge derrotou Randy Orton (c)                                                                      | Luta individual pelo WWE Intercontinental Championship                   | 26:36 |
| 6                                           | Victoria derrotou Molly Holly                                                                      | Luta individual para determinar a desafiante ao WWE Women's Championship | 6:22  |
| 7                                           | Chris Benoit (c) derrotou Triple H                                                                 | Luta individual pelo World Heavyweight Championship                      | 29:06 |
| (c) – Refere-se aos campeões antes da luta. | |                                                                          |       |